# Läspning
Läspning innebär ett felaktigt uttal av ord eller stavelser med konsonanten s, som då inte uttalas med sitt skarpa ljud utan ett mer väsande, ungefär motsvarande ett engelskt th. Läspning beror huvudsakligen på att tungan ligger felplacerad, som är för långt framskjuten emot eller emellan tänderna, istället för att hållas innanför dessa och på tillräckligt avstånd för att släppa fram ett fullt s-ljud. 
Benämningen används även informellt om språkljudet tonlös dental frikativa som betecknas /θ/. Ljudet är i stort sett identiskt med ett läspat s, men till skillnad från läspning är det inget felaktigt uttal, utan en egenskap hos språket. Ljudet förekommer bland annat i engelska, spanska och isländska.